# بلاس أبدان (فتح أباد)
بلاس أبدان (بالفارسية: پلاس ابدان) هي مستوطنة تقع في إيران في Fathabad Rural District.